# ハワイ火山観測所

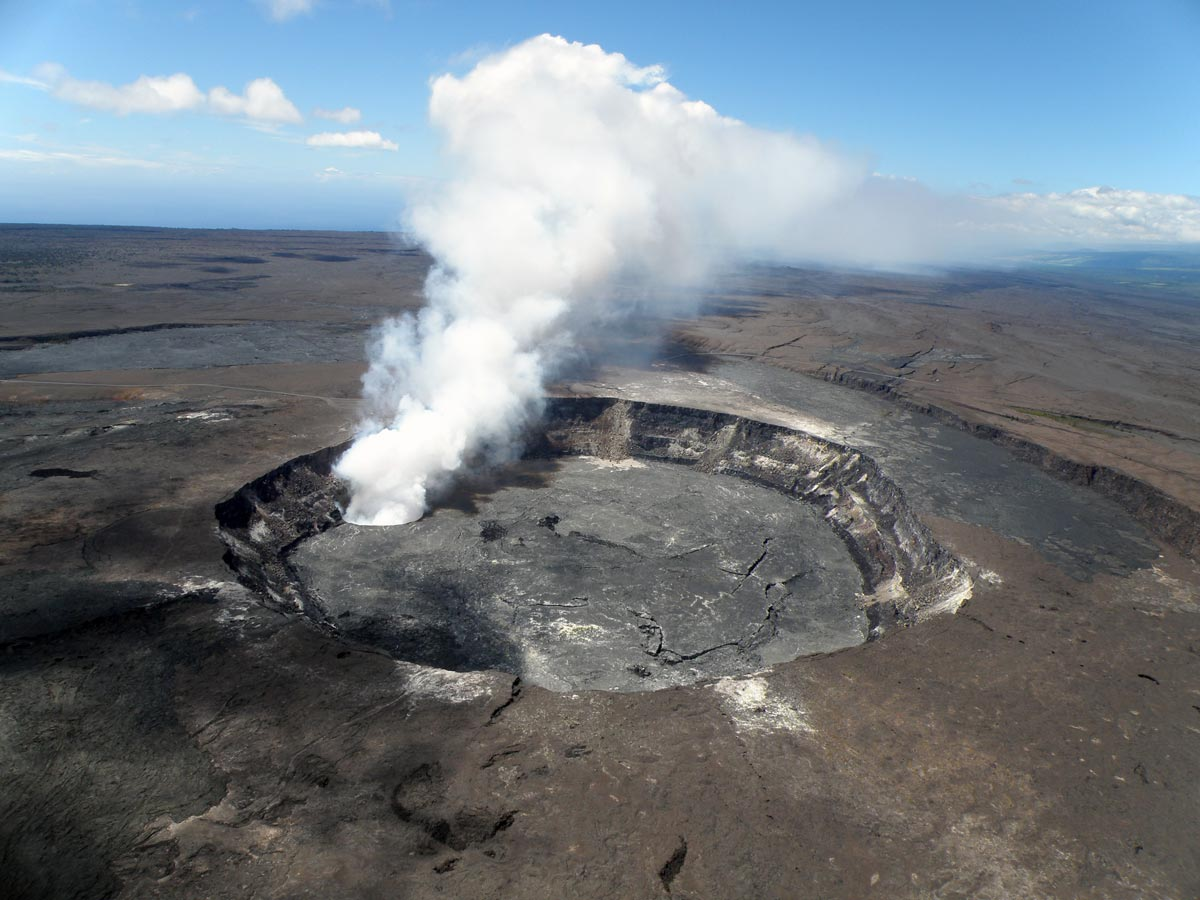
上空から見たハワイ火山観測所

ハワイ火山観測所（ハワイかざんかんそくしょ、英語: Hawaiian Volcano Observatory、略称: HVO）は、ハワイ島のキラウエア・カルデラ周縁部のウエカフナ・ブラフ (Uwekahuna Bluff) に位置する火山観測所である。ハワイの4つの活火山（キラウエア火山、マウナ・ロア山、フアラライ山、ハレアカラ山）を監視している。そのうちキラウエア火山とマウナ・ロア山は、フアラライ山とハレアカラ山に比べて著しく活発であるため、観測所の学術研究のほとんどは前2者の火山に集中している。ハワイ火山観測所は、活発な火山活動の研究における先導者として、世界的に名声を博している。ハワイの火山噴火はハワイ式噴火と呼ばれ、性質が比較的に非爆発的であるため、科学者らは身を極度の危険に晒すことなく、進行中の噴火を近くで観察できる。本拠地内には公立のトーマス・A・ジャガー博物館がある。

## 歴史
古代ハワイ人の口述歴史だけでなく、何人かの昔の探検者たちが観測記録を残している。ウィリアム・エリス師は自身の1823年の宣教の旅の日記をつけ、タイタス・コーン師は1881年の年間を通して噴火の記録をつけた。科学者らは度々、これらの記述の正確さについて討議した。マサチューセッツ工科大学 (MIT) の卓越した地質学者、トーマス・A・ジャガーが1909年にホノルルで講義したとき、彼は実業家のローリン・A・サーストンからキラウエア火山に常時観測の科学的な火山観測所を建てないかと話をもちかけられた。それを支援するために、地元の実業家たちがハワイ火山研究協会を設立した。主カルデラの縁にボルケーノ・ハウスを所有していたジョージ・ライカーガスは、自身のホテルとレストランの隣接地を提案した。
1911年と1912年に小さな小屋がいくつか、ハレマウマウの活動的な主噴気孔に近接するカルデラの底に建てられたが、それらの維持は困難であった。より永続的な施設を建てるため、1912年にMITはエドワード・ホイットニーとキャロライン・ホイットニーの地所から支援を受けて、25,000ドルを追加資金とした。最初の計器類はボルケーノ・ハウスの隣の地下室に納められ、その部屋はホイットニー地震学研究室 (Whitney Laboratory of Seismology) と呼ばれた。近くの捕虜収容所の入所者らが5.5フィート (1.7 m)の火山灰層を掘り抜いた。巨大な鉄筋コンクリートの壁が、構造物の最上部に建てられた小さな建物を支えていた。今では余震の研究でよく知られる日本の大森房吉教授は独自の地震計を設計した。この地震計室は州立史跡の登録番号10-52-5506であり、さらに1974年7月24日には国家歴史登録財に登録番号74000292として追加された。

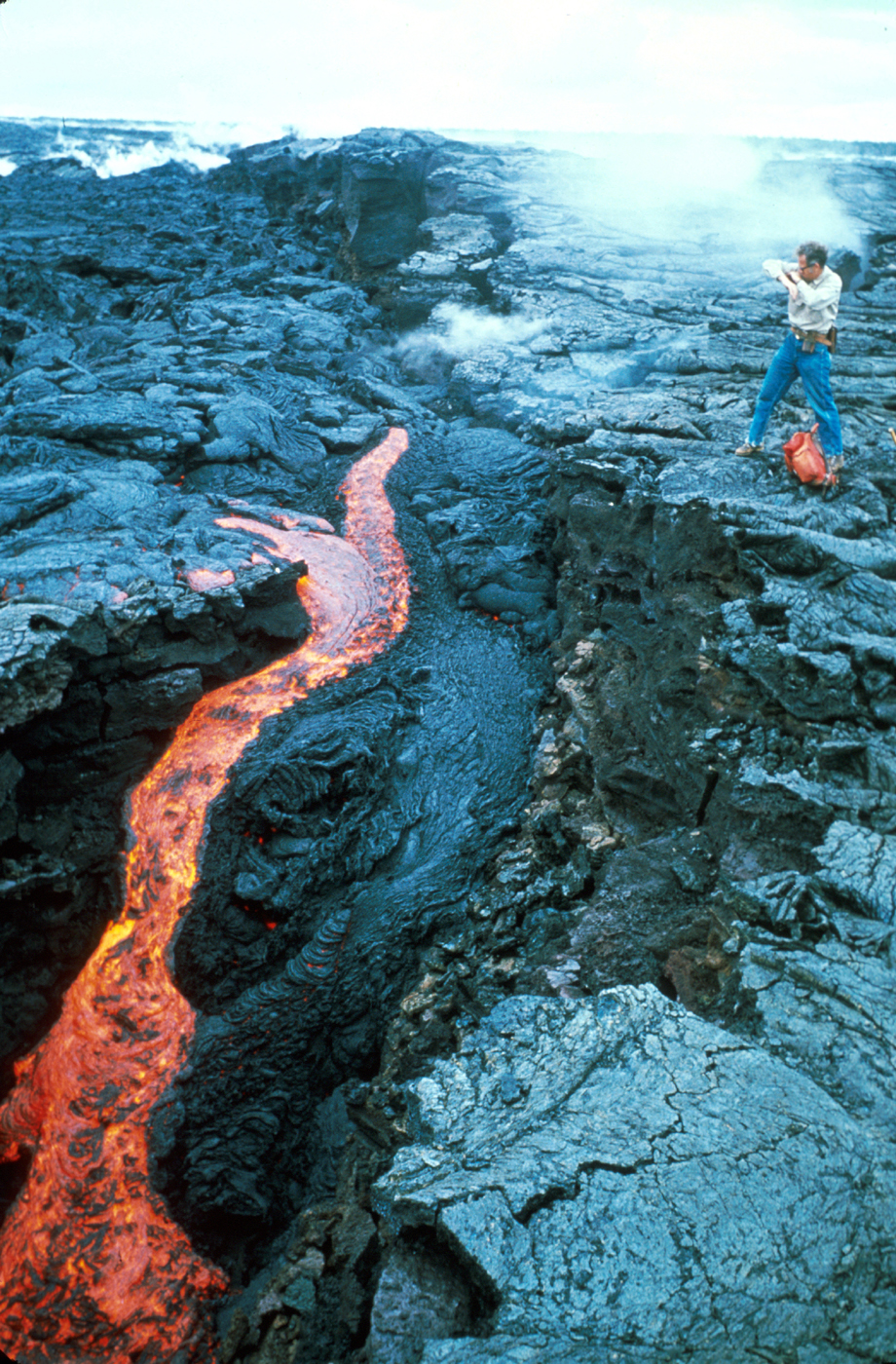
パホイホイ溶岩の試料を採取するHVOの火山学者（1972年、キラウエア火山にて）

1912年から1919年までの間、ハワイ火山観測所はジャガーが個人的に運営していた。多くの重要な事象が記録された一方、先駆者たちとして、研究チームは大きな問題にぶつかった。たとえば、1913年の地震で壁にひびが入り、水が中にしみ込んできたことがあった。また、自然光を取り入れるつもりの窓から入ってくる熱帯の激しい日射が地下室を熱することとなった。（サーストンの強い要請で）1916年に国立公園に指定されると、多くの見学者がやって来て科学者らを困らせたが、パークレンジャーが公開講座を引き継いだ。以前に労働力を供給した収容所はキラウエア米軍キャンプに取って代わられた。
1919年にジャガーは気象局を説得し、火山観測所での仕事を引き継がせた。1924年に観測所はアメリカ地質調査所 (USGS) に引き継がれ、それ以来ずっとUSGSが観測所を運営している。1940年にボルケーノ・ハウスのホテルが全焼すると、観測所の旧館は取り壊された（地下室にあった計器類は、その後も1961年まで使用され続けた）。
ジョージ・ライカーガスはワシントンD.C.の友人を説得して、崖からさらに離れた辺りに大きな建物を建てさせ、元の観測所があった場所に新しい大きなホテルを建てることができた。1942年までに "Volcano Observatory and Naturalist Building" が公園目録の41番に指定された。しかし、第二次世界大戦の勃発に伴い、その建物は軍司令部として徴発を受けた。ハワイ火山観測所は、1942年10月から1948年9月までの間、41番の建物を使用することを許され、このときに公園の本部となり、今日に至る。
約2マイル西方にはウエカフナ (Uwekahuna) として知られる区域があり、そこに "National Park Museum and Lecture Hall" （国立公園博物館及び講堂）が1927年に建てられた。この名はハワイ語で大まかに「涙を流す聖職者」を意味し、過去に供え物をする際に使用されたかもしれないことを示している。ハワイ火山観測所は、幾度か建物の改修を経た後、1948年にそこへ移転した。当地はキラウエア火山の主噴気孔にさらに近いところであった。1985年、旧講堂の近くに、より大きな観測施設が建てられ、旧講堂は博物館と一般観覧施設へと回帰した。

### ハワイ火山観測所の歴代所長
HVO Directors
- 1912–1940 Thomas A. Jaggar, Jr. (1871–1953)
- 1940–1951 Ruy H. Finch
- 1951–1955 Gordon A. MacDonald（英語版） (1911–1978)
- 1956–1958 Jerry P. Eaton

HVO Scientists-in-Charge
- 1958–1960 Kiguma J. Murata
- 1960–1961 Jerry P. Eaton
- 1961–1962 Donald H. Richter
- 1962–1963 James G. Moore
- 1964–1970 Howard A. Powers
- 1970–1975 Donald W. Peterson
- 1975–1976 Robert I. Tilling
- 1976–1978 Gordon P. Eaton
- 1978–1979 Donald W. Peterson
- 1979–1984 Robert W. Decker（英語版） (1927–2005)
- 1984–1991 Thomas L. Wright
- 1991–1996 David A. Clague
- 1996–1997 Margaret T. Mangan
- 1997–2004 Donald A. Swanson
- 2004–2015 James P. Kauahikaua
- 2015– Christina A. Neal

## 現在の運用

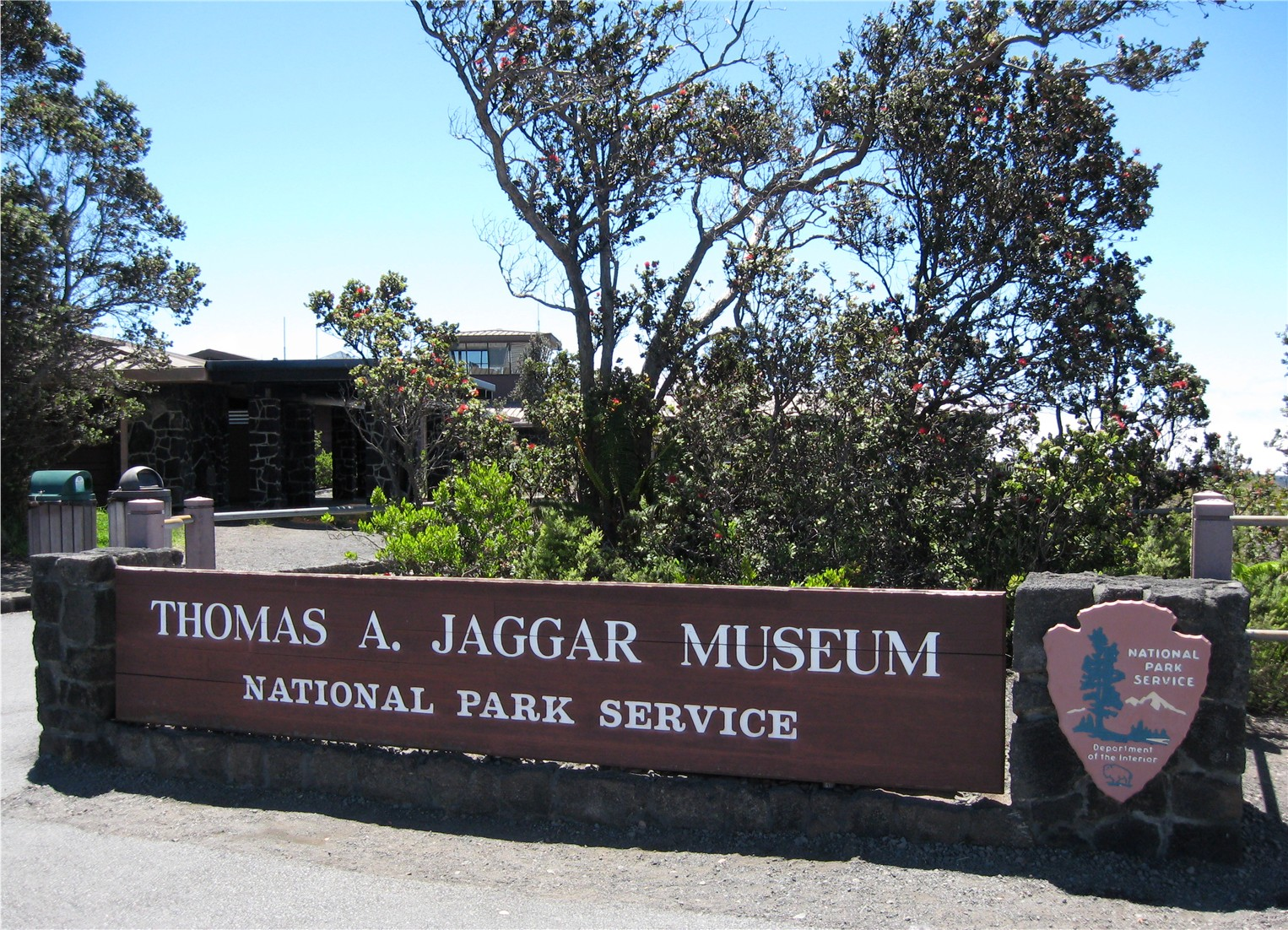
ジャガー博物館

### 火山観測所
現在は、現代の電子機器が幾つかの地点から地震を監視している。この情報はインターネット上で即時に提供されており、進行中の噴火を監視する複数のウェブカメラの映像が、ハワイ火山観測所のウェブサイト（外部リンク参照）より生配信されている。観測所のもう一つの重要な機能は、ヴォッグとして知られる火山性の大気汚染をもたらす硫黄の排出を監視することである。硫黄の排出やその他の火山性の危機的な自然現象が近隣区域に迫っている場合に、観測所は公園局に助言を行う。

### ジャガー博物館と展望台
観測所の本部棟自体は一般公開されていないが、隣のトーマス・A・ジャガー博物館が（説明用展示物を含めて）観測所で挙げられた成果を公開している。展示物は、火山及び溶岩に関する全般的な情報から、科学的観測機器や火山学者が着用する衣服まで、様々である。博物館の幾つかの窓からは、キラウエアカルデラとハレマウマウ火口を窓越しに安全に眺めることができる。公開展望デッキでは、キラウエア火山を24時間観察可能で、この区域の眺望を提供している。
現在の上記施設はハワイ火山国立公園内で人気の観光地で、ビジターセンターより西のクレーター・リム・ドライブ上（北緯19度25分12秒 西経155度17分16.8秒 / 北緯19.42000度 西経155.288000度）に位置している。

## 関連文献
- Volcanism in Hawaii: Papers to Commemorate the 75th Anniversary of the Founding of the Hawaiian Volcano Observatory (HVO)
  - Robert W. Decker; Thomas L. Wright; Peter H. Stauffer, eds (1987). Volcanism in Hawaii. Volume 1: Physiography, Tectonics, and Submarine Geology. Geology of the Island of Hawaii. Petrogenesis and Volcanic Gases. U. S. Geological Survey Professional Paper 1350 (397 MB PDF)
  - Thomas L. Wright; Peter H. Stauffer; Robert W. Decker, eds (1987). Volcanism in Hawaii. Volume 2: Structure, Dynamics, History of Investigations of Hawaiian Volcanism. U.S. Geological Survey Professional Paper 1350 (339 MB PDF)
- Volcanism in Hawaii: Paper to Commemorate the 100th Anniversary of the Founding of the Hawaiian Volcano Observatory (HVO)
  - Babb, J.L., Kauahikaua, J.P., and Tilling, R.I. (2011). The story of the Hawaiian Volcano Observatory – A remarkable first 100 years of tracking eruptions and earthquakes: U.S. Geological Survey General Information Product 135. p. 60.